# غراهام جيبسون
غراهام جيبسون (بالإنجليزية: Graham Gibson)‏ (19 يوليو 1980 بكيركالدي في المملكة المتحدة - ) هو لاعب كرة قدم بريطاني في مركز الهجوم. لعب مع نادي بارتيك ثيسل ونادي بريتشين سيتي ونادي إيست فيف ونادي ستنهاوسموير وفورفار أثلتيك ‏ وLochore Welfare F.C. ‏.

## وصلات خارجية
- غراهام جيبسون على موقع قاعدة بيانات كرة القدم.إي يو (الإنجليزية)
- غراهام جيبسون على موقع Soccerbase.com (لاعب) (الإنجليزية)